# 岸田日出男
岸田 日出男（きしだ ひでお、1890年11月30日 - 1959年4月6日）は、日本の林業技師。奈良県庁職員。郷土史家。1936年の吉野熊野国立公園の指定に向けて貢献するとともに、地域の自然保護や知名度の向上に寄与した。

## 経歴
＜主な出典：岸田日出男（英夫）略年譜＞
1890年、奈良県高見村に生まれた。その後、大淀町に移住し、1908年に奈良県立農林学校を卒業。卒業後は吉野郡役所（後に奈良県庁の出先機関）に勤務。
1916年、東京帝国大学の白井光太郎が吉野山で行った講演を傍聴。白井の「吉野名山の保護について」と題した講演を通じて、吉野の山岳渓谷や森林の美しさに気付く。以降、大規模な森林開発やダム建設で失われつつあった大台ケ原など地域の自然保護のために、吉野群山一帯を国立公園にしようと考えるようになり、吉野から熊野一帯を踏査し、国立公園の指定を促すために必要な膨大な資料を収集した。これらの資料が公園指定に結びついたことから、地元の大淀町からは「吉野熊野国立公園の父」と呼ばれている。

## 業績

### 収集した資料群
- 死後、大淀町の自宅に残された段ボール約60箱に及ぶ資料が大淀町へ寄贈され、郷土史の貴重な資料として2016年から整理が行われている[2]。

### 映像資料
- 1922年に内務省衛生局が大峯山系、大台ケ原の映画『吉野群峯』（全3巻）を撮影した。その際に岸田も郡役所職員として撮影隊に協力した。このフィルムのうち2巻と3巻が2016年に岸田の残した資料から再発見され、2021年現在、奈良県最古の記録動画となっている。
- 1923年には『瀞八丁』が撮影された。
- 1937年に撮影された『熊野路』も発見されている[3]。フィルムはすべて大淀町に寄贈され、町の公式Youtubeチャンネルで全編が公開されている。[4]
- 2021年8月にこれら4巻のフィルムすべてが奈良県の文化財に指定された[5]。

### ニホンオオカミの頭骨
- 遺品の中から「（上北山村の）天が瀬の人が自宅の庭へ、小便を飲みに来た狼（おおかみ）を殺して保管していたのがこの頭蓋骨である」との覚書が附されたニホンオオカミの頭骨が発見されている。1890年に上北山村で殺された個体で、1936年に岸田がもらい受けたものであると推定されている[6]。なお、岸田によるニホンオオカミに関する記述類は、没後の1963年に吉野史談会機関誌「吉野風土記」に『日本狼物語』として発表されている[7]。

### その他
- 台高山脈 - 岸田が命名したとされる

## 著書
- 『日本狼物語』1964年（復刻版：2014年）
- 『吉野・黒瀧郷林業史』林業発達史調査会 1956年
- 『冬の吉野群山と熊野地方』吉野熊野國立公園恊會 1941年
- 『吉野群山と熊野 : 昭和13年版』上市町 1938年
- 『吉野群山』笹谷良造・岸田 日出男 郷土研究社 1936年

## 碑
- 1971年8月 - 大峯奥駈道に吉野熊野自然保護協会の手で顕彰碑が立てられた。